# Tuomas Grönman
Tuomas Oskar Grönman (Viitasaari, 22 marzo 1974) è un ex hockeista su ghiaccio finlandese.

## Palmarès

### Giochi olimpici invernali
- Bronzo a Nagano 1998